# Herb Piaseczna
Herb Piaseczna – jeden z symboli miasta Piaseczno w postaci herbu.

## Wygląd i symbolika
Herb przedstawia na czerwonej tarczy srebrnego barana ze złotymi zakręconymi rogami, zwróconego w heraldycznie prawąna stronę, na trzech zielonych pagórkach. Prawa przednia noga podniesiona do góry, zgięta w kolanie.
Herb nawiązuje do herbu szlacheckiego Junosza, którym posługiwali się dawni właściciele miasta.

## Historia
Wizerunek herbowy widnieje na pieczęciach miejskich od XV wieku.